# Византијска базилика у Ћурлини
Византијска базилика у Ћурлини један је од археолошких локалитета и културно - историјска ризница Србије у околини Дољевца, која се налази у оквиру порте и исподе темеља, данашње новоподигнуте, цркве посвећене Светој Петки, на некада видљивим остацима ове импозантне византијске базилике.

## Статус и категорија заштите
Због свог историјског, архитектонског и верског значајаВ изантијска базилика у Ћурлини је, 1948. године, проглашени за „Културно добро од великог значаја“ и уведени у централни регистар споменика културе у Републици Србији. Као основ за упис у регистар послужило је решење Завода за заштитуту и научно проучавање споменика културе НРС бр.671/48 од 6. маја 1948. године.
Надлежни завод који води локални регистар и бригу о овом археолошком локалитету је: Завод за заштиту споменика културе Ниш.

## Положај
Византијска базилика се налази у насељу Ћурлина у општина Дољевац и Нишавском управном округу.

## Историја
Након римско-византијског периода створена је српска држава. У средњем веку српски владари и властела изградили су велики број цркава и манастира. Тако је у Јужном поморављу и Топлици настао је велики број цркава. Тековине средњовековне српске државе, на које је српски народ посебно поносан, спадају у највредније и најважнијеспоменике средњег века на тлу Европе. Један од таквих је и Византијска базилика код Ћурлине, која се не помиње у расположивим историјски изворима из тог периода, већ много касније. 
Детаљан опис налазишта „Византијска базилика“, међу првима дао је наш познати књижевник и научник Милан Ђ. Милићевић, који је одмах по ослобођењу од Турака 1882. године, обишао новоослобођене крајеве Србије. О овој цркви и њеним материјалним остацима, са зидовима, тада сачуваним, до висине од око једног метра, он је између осталог записао: Црква је зидана од печених опека налик на опеке римске, олтар је окренут право ка истоку. Дужина цркве је 26,19 m од којих на олтар долази 6,80 m на праву цркву 12,46m и на припрату 3,75 m. Милићевић је описе цркве дао након што је налазиште Византијске базилике посетио у време њеног откопавања, очему каже:
| „ | Неки Благоје Маслар из села Малошишта почео је први да откопава и да тражи цркву. Видевши да се Благојева побожна ревност награђује тако ненаданим открићем и други сељаци навале помагати Благоју и до сада је откопано свуда око зида. | ” |

Међутим различита су мишљења о њеном датовању. Својом основом најближа је грађевинама из пост-Јустинијанове епохе, старије од 12. века, док би је историјске околности у овим деловима Србије, могле ближе датовати у прву половину 11. века.
| „ | До систематских археолошких ископавања, која би требало да следе, многа питања, као и то, да је можда базилика у Ћурлини, каквих мишљења има, катедрална црква Св. Прокопија, морају остати отворена? | ” |

На локалитету ове древне базилике из раног византијског периода, више векова касније подигнута је 1900. године нова црква, данашњи храм Свете Петке у Ћурлини. Деведесетих година прошлог века пао је кров цркве, после тога црква је рестауирана, а слика краља Милана је однета у нишки завод за заштиту споменика.

## Архитектура
Сви значајни истраживачи из наше даље и ближе прошлости бавили су се византијском базиликом у Ћурлини. Захваљујући њима, а пре свега књижевнику и научнику Милану Ђ. Милићевићу располажемо значајним подацима о архитектонском изгледу базилике. 
Базилика је била правоугаоне основе, укупне дужине 26,19 m од којих на олтар долази 6,80 m на праву цркву 12,46 m и на припрату 3,75 m. Решена је у облику тробродне базилике са нартексом. Оба ребарна зида и онај трећи што дели припрату од цркве дебели су по
0,92 m. Олтар је један већи у средини, а са обе стране има по један мањи на оној прузи која раставља олтар од праве цркве била су четири гранитна зелена стуба на фино углачаној мермерној бази.
Са западне стране поуздано се зна да је базилика имала трем, који је највероватније окружавао цркву дуж јужне и северне стране. Сваки брод на источној страни завршавао се тространом апсидом. Дуж унутрашњег највећег лука и у простор избачене средишње апсиде налазе се степенасти испусти за епископска седишта - синтронос. 
Главни брод од бочних одвајају по три четвртаста стуба изидана опеком, а за везивни материјал коришћен је хидростатни - водонепропусни малтер. У сваки брод из нартекса воде по једна врата. На нартексу поред главних, нешто већих улазних врата на западној страни, постоји и по један отвор северно и јужно од њих. Средња врата су широка 2,15 m а друга два по 1,75 m. 
Права црква је дугачка 12,46 m а широка 15,40 m Њена шупљина подељена је на три дела, сваки део према свом олтару. Средњи део широк је 8,5 m а два споредна по 3,45 m. 
Припрата је широка колико и права црква 15,40 m а дугачка је 3,77 m. Опеке од којих је црква зидана тројаке су по величини. Једне су дугачке по 0,37 m, друге по 0,40 m, треће по 0,44 m а широке по 0,25 m, 0,30 m и 0,32 m а дебеле 0,03 m до 0,05 m. На некима имају два знака као нека слова а на некима крст.
Од некад импозантне грађевине, на основу материјалних остатака назиру се зидови испод великог наноса шута од малтера и опека (дебљинне око 5 сантиметара), и два лепо обрађена стуба од сиво-зеленог гранитног камена (дужине 2 m и 1,7 m, пречника 0,40 m), који су припадали олтарној прегради.